# Bahnhof Terminal Muatan Keretapi
Der ehemalige Güterbahnhof Terminal Muatan Keretapi liegt am Streckenkilometer 5,1 der eingleisigen Strecke Kota Kinabalu-Tenom der Sabah State Railway im Bundesstaat Sabah, Malaysia. Der Güterbahnhof liegt in unmittelbarer Nähe des Bahnhof Tanjung Aru.

## Bahnhofsgebäude
Das Bahnhofsgebäude liegt außerhalb des Stadtzentrum von Kota Kinabalu in der Nähe des Flughafens. 

## Zugehörige Anlagen
Zum ehemaligen Güterbahnhof gehörten umfangreiche Gleisanlagen.

## Sonstiges
Auf dem Gelände ist der Bau von zwei Drehscheiben geplant.
Muatan Keretapi ist malaysisch und bedeutet Güterzug.

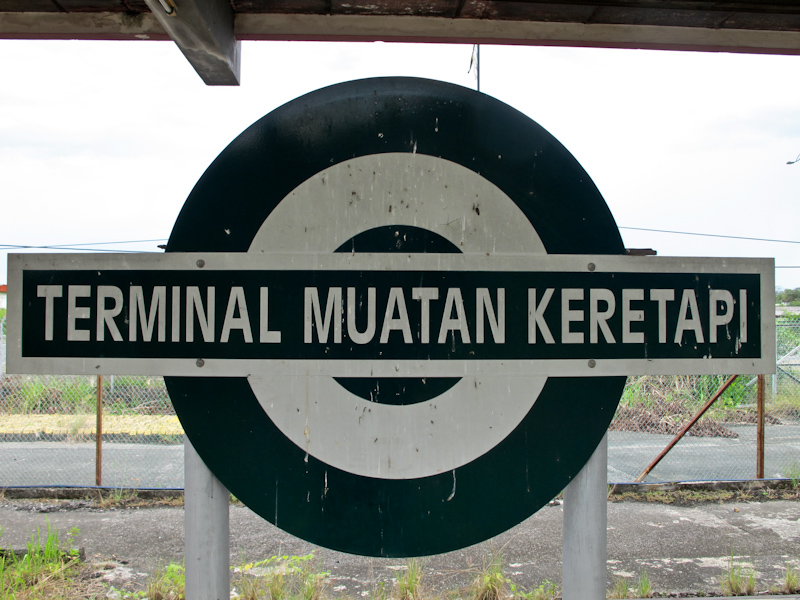
Stationsschild Terminal Muatan Keretapi

## Bildergalerie

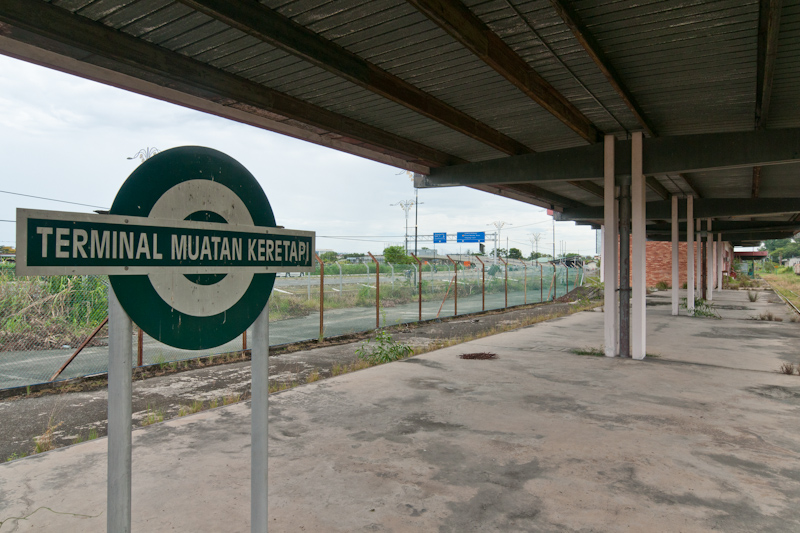
Ehemaliger Güterbahnhof Terminal Muatan Keretapi
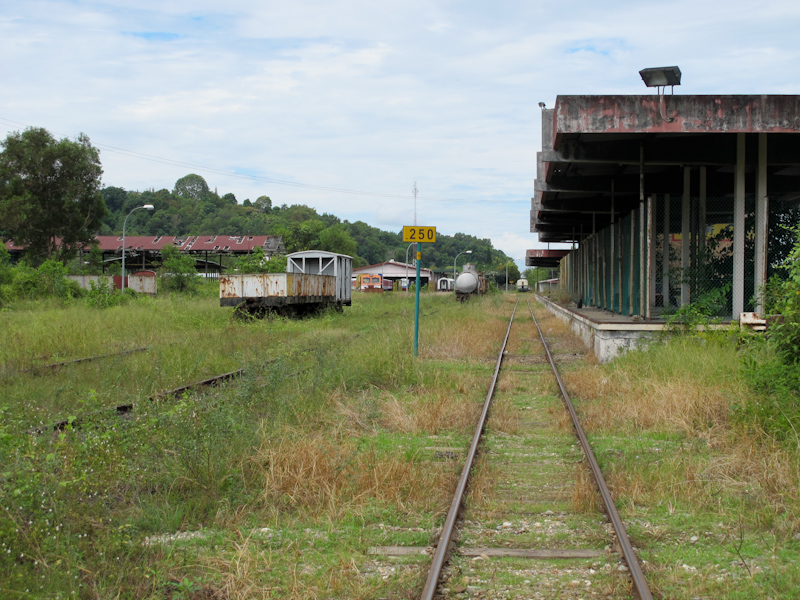
Ehemaliger Güterbahnhof Terminal Muatan Keretapi
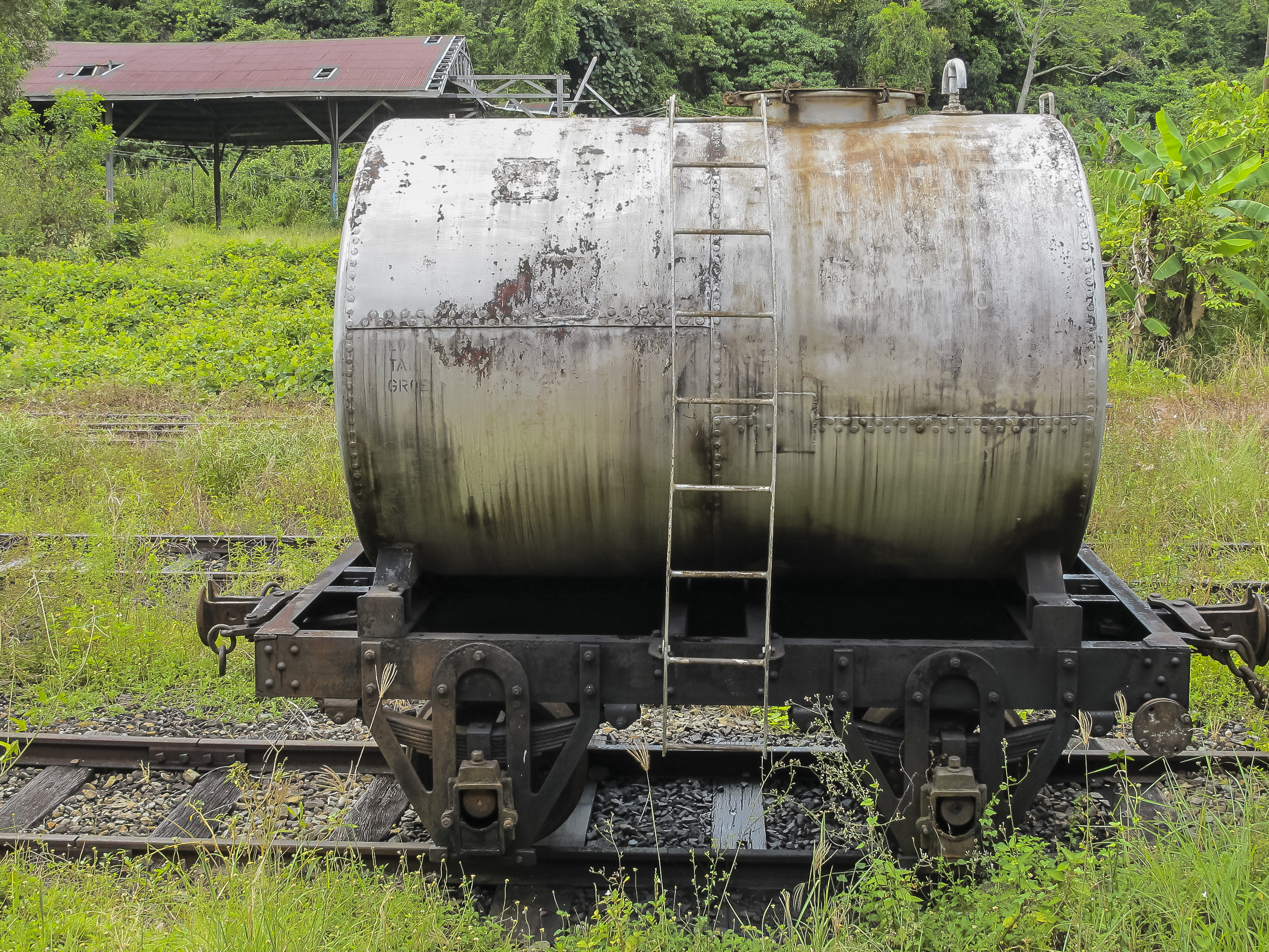
Güterwaggon am ehemaligen Bahnhof Terminal Muatan Keretapi
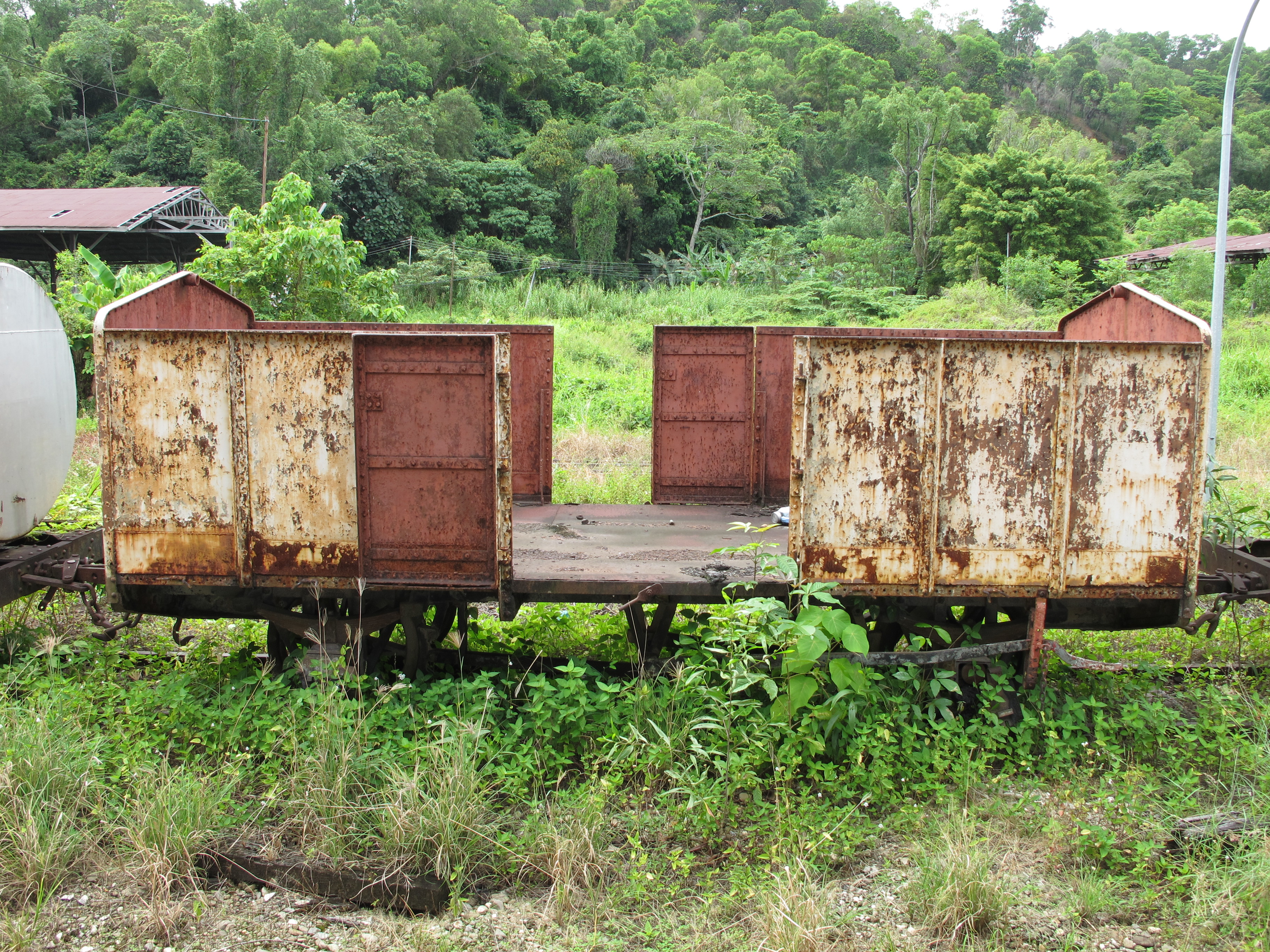
Güterwaggon am ehemaligen Bahnhof Terminal Muatan Keretapi